# Douglas XB-31
Le Douglas XB-31 est un bombardier lourd américain, développé pendant la Seconde Guerre mondiale. Il est l'un des concurrents du B-29 de Boeing. Le projet est abandonné et aucun avion n'est construit.